# Dirk Bernemann

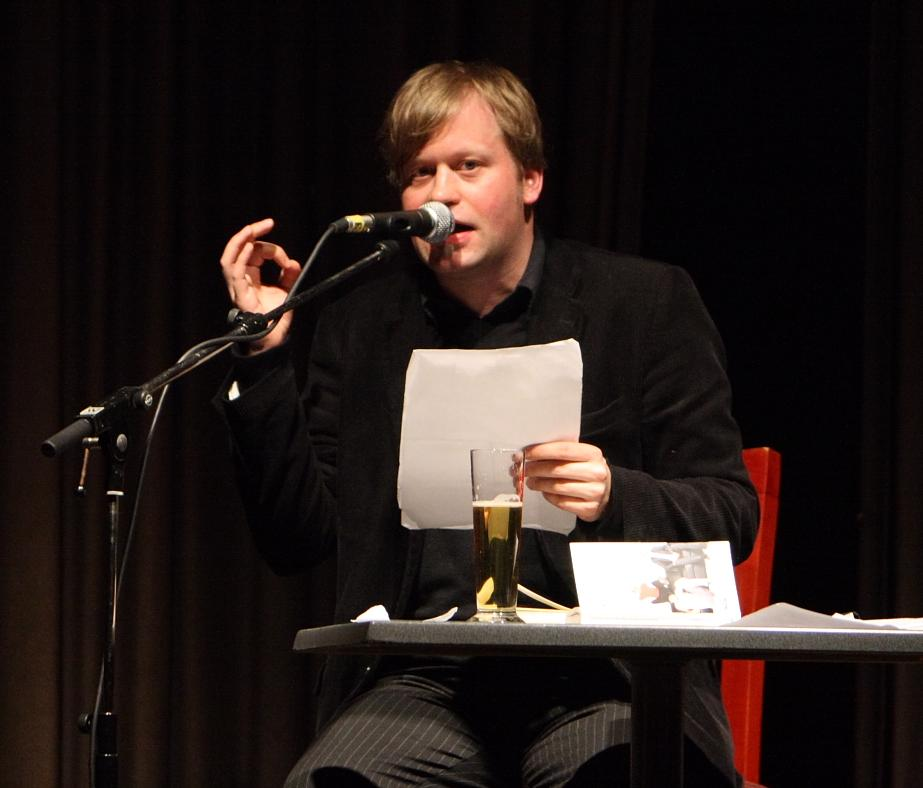
Dirk Bernemann (April 2009)

Dirk Bernemann (* 1975 in Velen) ist ein deutscher Schriftsteller und Musiker.

## Leben
Seit 1989 tritt Bernemann als Autor und Musiker auf. Als Musiker spielte er in diversen Punk- und Electropunk-Bands; als Autor trat er auf Poetry-Slams auf und veröffentlichte in diversen Anthologien. 2005 erschien sein Erzählungsband Ich hab die Unschuld kotzen sehen. Die Fortsetzung Ich hab die Unschuld kotzen sehen – Und wir scheitern immer schöner folgte im April 2007. Beide Bücher wurden Anfang 2007 von Helmut Krauss als Hörbücher eingesprochen. Ebenso wurden beide Bücher für die Bühne adaptiert und im Münchner theater … und so fort uraufgeführt. Von Anfang 2007 bis 2008 schrieb Dirk Bernemann eine Kolumne im Gothic-Magazin. 2014 trug Bernemann vor einem Konzert von Phillip Boa and the Voodooclub in der Fabrik Coesfeld eine Hommage an Phillip Boa vor. Im Oktober 2015 hatte sein erstes Theaterstück Bella Noir – 2 Zigaretten Demut in München am theater ... und so fort Premiere.
Zwischen 2019 und 2021 moderierte er den Podcast Untendurch. Zuletzt erschien 2021 sein Roman "Kalk" bei Edition W.  Dirk Bernemann lebt in Berlin.

## Publikationen

### Bücher
- Ich hab die Unschuld kotzen sehen. Ubooks, 2005
- Ich hab die Unschuld kotzen sehen – Und wir scheitern immer schöner. Ubooks, 2007
- Satt:Sauber:Sicher. Ubooks, 2008
- Ich bin schizophren und es geht mir allen gut. Ubooks, 2009
- Vogelstimmen. Ubooks, 2010
- Trisomie so ich dir. Unsichtbar Verlag, 2011
- Asoziales Wohnen. Unsichtbar Verlag, 2012
- Kotzen am Gefühlsbuffet. Unsichtbar Verlag, 2012
- Therapiebedarf. Unsichtbar Verlag, 2012
- Das Böse. Unsichtbar Verlag, 2012
- Die Zukunft ist schön. Unsichtbar-Verlag, 2014
- Wie schön alles begann und wie traurig alles endet. Unsichtbar-Verlag, 2015
- Vom Aushalten ausfallender Umarmungen. Unsichtbar-Verlag, 2016
- Du schaffst das. Unsichtbar-Verlag, 2016
- Ich hab die Unschuld kotzen sehen, Teil 4 – Vom leisen Verschleißen der Gegenwart. Unsichtbar Verlag, 2017
- Klara. zusammen mit Jörkk Mechenbier u. Jan Off, Ventil Verlag, 2018
- Gesten und Geräusche. Unsichtbar Verlag, 2018
- Schützenfest. Heyne Verlag, 2021
- Zwischen den Katastrophen, April 2023
- An und für sich, Februar 2024, Edition Outbird
- Kalk, Oktober 2024, Edition W

### Hörbücher
- Ich hab die Unschuld kotzen sehen. Ubooks, 2007
- Ich hab die Unschuld kotzen sehen – Und wir scheitern immer schöner. Ubooks, 2007

Preise:
Bernemann war Zweitplatzierter beim Putlitzer Preis 2024 des Vereins 42erAutoren e. V.